# Ramiefaser

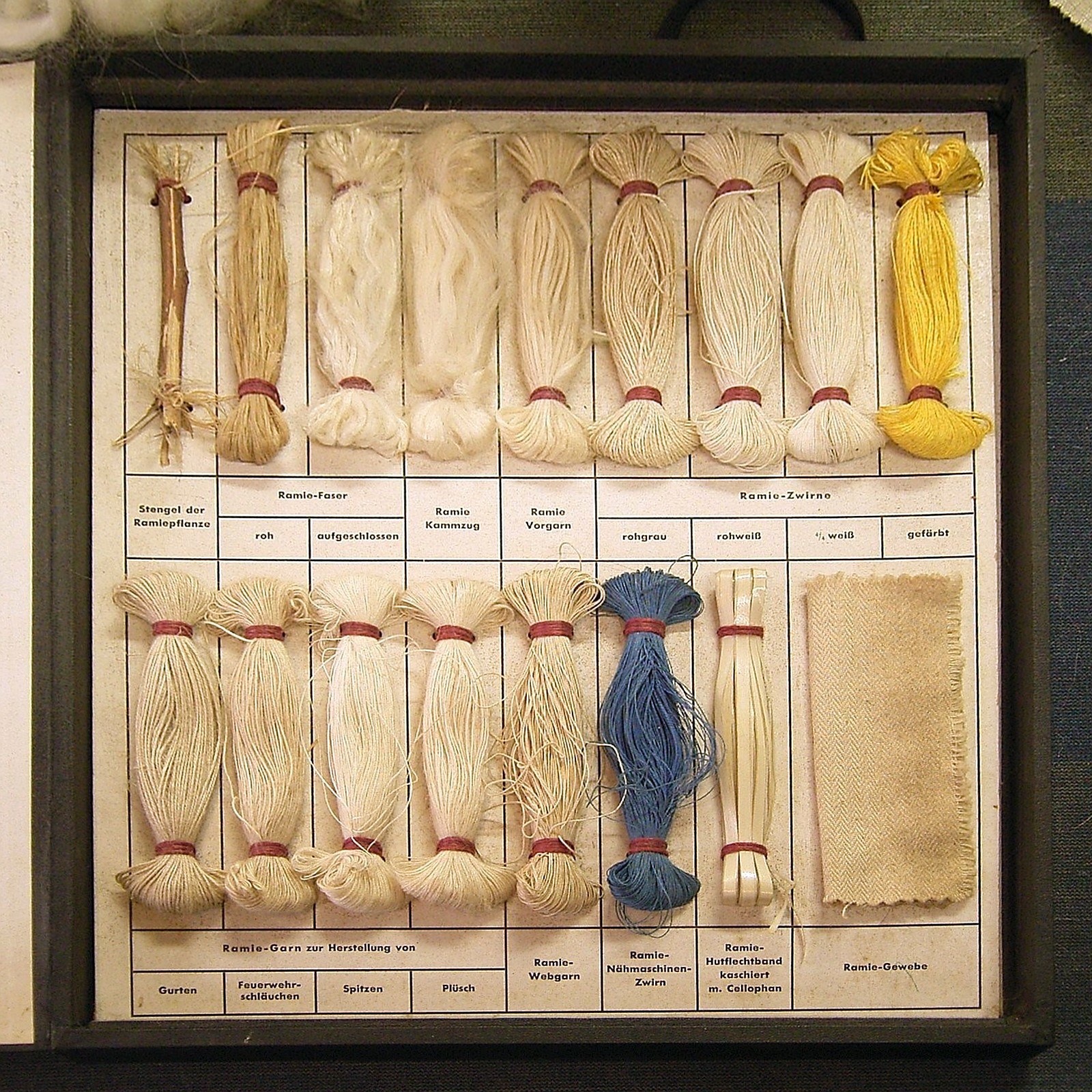
Ramiefasern im Wülfing-Museum in Radevormwald-Dahlerau

Die Ramiefaser (Kurzzeichen:RA) oder Chinaleinen und Grasleinen, auch Chinesische Nessel oder Chinagras, wird aus dem Bastteil des Stängels der Pflanze Ramie (Boehmeria nivea) gewonnen. Diese Naturfaser gehört somit zur Gruppe der Bastfasern.

## Entwicklung und Aufbau
Die Fasern machen bis zu 15 % der Pflanze aus und sind 40 bis 350 Millimeter lang und 40 bis 50 Mikrometer stark. Faserbündel können eine Länge von bis zu zwei Metern erreichen. Ramiefasern gehören damit zu den längsten und festesten pflanzlichen Fasern überhaupt.
Die Ramiefaser hat einen Kristallinitätsgrad von 44 bis 47 %. Cellulose liegt in Naturfasern teilweise in geordneter, „kristalliner“, Struktur vor und teilweise in „ungeordneter“ Struktur. Das Verhältnis zwischen kristalliner und nichtkristalliner Cellulose, der Kristallinitätsgrad, hat großen Einfluss auf die Eigenschaften der Faser, z. B. führt ein höherer Kristallinitätsgrad zu einer geringeren Feuchtigkeitsaufnahme der Fasern.
Die Faser ist besonders weiß, vergleichbar mit gebleichter Baumwolle, und hat einen seidenartigen Glanz, der den von Leinen übertrifft. Mit Baumwolle und Leinen hat die Ramiefaser jedoch auch die geringe Elastizität und Knitteranfälligkeit gemein.

## Verwendung
Als reine Faser ergibt Ramie leichte, seidige Gewebe, die Leinen ähneln. Haupteinsatzgebiet ist der Gebrauch als Textilfaser. Wegen seiner geringen Widerstandsfähigkeit und Elastizität wird Ramiefaser jedoch meist als Beimischung zu anderen Textilfasern verwendet. Dabei erhöht es den Glanz und die Stärke von Baumwollfasern und verringert das Schrumpfen der Wollfaser. Ihr Einsatz in diesem Bereich der Wollmischungen ist jedoch eher als exotisch anzusehen.
Neben textilen Verwendungen gibt es auch Ansätze, die Ramiefaser in Verbundwerkstoffen einzusetzen. An der Cornell University wurde ein bio-basierter Kunststoff entwickelt der aus Ramiefasern und Sojaprotein besteht. Aufgrund seiner mechanischen Eigenschaften wie z. B. seiner guten Wärme- und Schallisolation könnte dieser Verbundwerkstoff in Innenräumen von Autos und Zügen, in Computern und in Verpackungen und anderen Konsumgütern eingesetzt werden.

## Aufbereitung und Verarbeitung
Für die Aufbereitung von Ramie werden zunächst die Rindenteile, in denen sich die Fasern befinden, von den Holzbestandteilen getrennt (Entrinden oder Dekortieren). Die entrindeten Baststreifen werden getrocknet und werden teilweise als „Chinagras“ vermarktet. Diese enthalten noch einen recht hohen Anteil von 30 bis 35 % an pektinartigem, gummiähnlichem Belag und Parenchymgewebe. Dieses ist größtenteils wasserunlöslich und muss entfernt werden, bevor die Faser zu feinem Garn versponnen werden kann. Dieser gummiähnliche Belag besteht hauptsächlich aus Xylanen und Arabanen, die zu den Hemicellulosen gehören.
Das Entfernen dieses Belages, die Degummierung, kann daher nicht über eine bakterielle Röste erfolgen, sondern erfordert ein Auskochen in einer Lauge. Die so gewonnenen Fasern bestehen aus fast reiner Cellulose, sind gleichmäßig, glänzend, glatt, stark hygroskop und sehr nassfest. Um zu einer weißen Faser zu gelangen, muss die degummierte Faser nochmals gebleicht werden.
Ramiefasern werden nass versponnen und zeichnen sich durch eine mit 393 bis 1050 MPa sehr hohe Zugfähigkeit aus. Dichte und Absorptionsfähigkeit der groben Faser (25 bis 30 Mikrometer) ähneln der von Leinen.

## Wirtschaftliche Bedeutung
Obwohl die Ramiefaser als äußerst hochwertig gilt, kann sie aufgrund ihrer relativ aufwändigen Verarbeitung, die nach wie vor nicht vollständig automatisierbar ist, auf dem Textilmarkt bisher nicht preislich mit anderen Naturfasern wie Baumwolle, Wolle oder Leinen konkurrieren. Mitte des 19. Jahrhunderts erlangte die Ramiefaser im Zuge der sich in Europa entwickelnden Fasernesselindustrie gewisse Bedeutung, wurde dann aber schnell von der Baumwolle und synthetischen Fasern verdrängt.

## Kulturelle Bedeutung
Die Qualität der Ramie-Stoffe hat dazu geführt, dass die Fertigungsverfahren zweimal als Immaterielles Kulturerbe der Menschheit anerkannt wurden:
Die „Japanischen Ramie-Stoffe“ sind seit 2009 enthalten. Die Produktion auf der Hauptinsel Honshū nimmt ein ganzes Jahr in Anspruch, da nach der Aussaat im Frühjahr, der Ernte im Herbst und der Aufbereitung im Winter die spätwinterliche Kombination von Sonne und Schnee zum Bleichen der Fasern genutzt wird, bevor sie gewebt werden. 2011 folgte das „Weben von Mosi (feine Ramiefasern) in der Hansan-Region“ von Südkorea. Beiden Stoffen ist eine luftige Struktur gemein, die die Stoffe für leichte Sommerkleidung prädestiniert.